# Chérancé (Mayenne)
Chérancé – miejscowość i gmina we Francji, w regionie Kraj Loary, w departamencie Mayenne.
Według danych na rok 2010 gminę zamieszkiwało 168 osób, a gęstość zaludnienia wynosiła 19 osób/km².